# Жарко Видовић (историчар уметности)
Жарко Видовић (Тешањ, 6. јануар 1921 — Београд, 18. мај 2016) био је српски историчар уметности, ликовни критичар и историчар цивилизације.

## Биографија
Учествовао је као добровољац у Априлском рату 1941. У октобру 1941. ухапшен је у Сарајеву. Био је у затворима до 1942. (прво немачком, па усташком). У "Великом транспорту" пребачен је у Јасеновац, одакле је депортован у логор код Нарвика у Норвешкој. Године 1943. уз помоћ локалног становништава успева да побегне за Шведску. Наставља студије у Упсали где је добио ћерку Загу.
После рата вратио се у Југославију у којој је хапшен и затваран још два пута, због својих ставова о демократији. Докторирао је 1958. у Београду. Предавао је историју цивилизације на Универзитету у Сарајеву (од јануара 1953. године), затим на Универзитету у Загребу, одакле је због својих речи о србофобији био истеран децембра 1967. године. Прешао је у Београд 1967. године, где је у Институту за књижевност и уметност Србије радио све до пензије 1986.
Писао је и преводио за „Борбу“, „Културу“, „Књижевне новине“.
Један је од последњих представника аутентичне хришћанске господе из редова сарајевских Срба. Иза себе је оставио капиталан филозофски опус: „Огледи о духовном искуству“, „Трагедија и Литургија“, „Његош и Косовски завет у Новом веку“, „Суочење Православља са Европом“, „Срби у Југославији“...
Његова дела су и „Умјетност у пет епоха цивилизације", „Логос-литургијска свест Православља", „Огледи о духовном искуству", „Његош и Косовски завјет у Новом Вијеку", „Срби у Југославији и Европи, Православље у суочењу с Европом" и „И вера је уметност".
Заједно са тадашњим јеромонасима Амфилохијем Радовићем и Атанасијем Јевтићем, учествовао је у првим полемикама са марксистима у Београду, почетком 80-их година прошлога века.
Жарко Видовић спада у ред оних тако малобројних филозофа који негују хришћански поглед на свет и сва друштвена питања. Дубоко је утицао на читаву генерацију православних мислилаца која је кренула његовим трагом у сагледавању оне филозофије и историје српског народа која се у најкраћем сажима у две речи: Српски завет.
Његова дела „Умјетност у пет епоха цивилизације", „Логос - литургијска свест Православља", „Огледи о духовном искуству", „Његош и Косовски завјет у Новом Вијеку", „Срби у Југославији и Европи, Православље у суочењу с Европом" и „И вера је уметност" говоре о аутентичном православном филозофу који је својим духовним и животним сведочењем оставио јасан траг онима којима је тајанственост живота непрекидни изазов.
У времену изгубљених идеала када су све вредности пољуљане из корена, дело Жарка Видовића открива наш прави идентитет - најпре верски а онда и национални у осмишљавању живота кроз православну хришћанску самоспознају.
Као православни филозоф др Видовић доследно изводи истину да је с Богом могућ само литургијски сусрет и општење, да је Бог односан творевини, свету и човеку и с Њим се збива драма слободе и љубави.

## Смрт
Преминуо је 18. маја 2016. године. Сахрањен је 20. маја 2016. на Новом гробљу у Београду.

## Одликовања
Одликован је 7. октобра 2015. Орденом Светог Саве другог реда.

## Дела
- Мештровић и савремени сукоб скулптора с архитектом: један естетички проблем, докторска теза (Сарајево: "Веселин Маслеша", 1961).
- Огледи о духовном искуству (Београд: Сфаирос, 1989). Поновљено издање: Нови Сад: Балканија, 2019.
- Његош и Косовски Завјет у Новом вијеку (Београд: Филип Вишњић, 1989). Поновљено издање на екавици: Београд: Алтера, 2013.
- Срби у Југославији и Европи (Београд: Светосавска књижевна заједница, 1994). Поновљено издање: Београд: Catena mundi; Задужбина "Жарко Видовић", 2018. и 2024.
- Трагедија и Литургија: есеј о духовној судбини Европе (Ниш: Византијско огледало, 1996).
- Суочење Православља са Европом - огледи о историјском искуству (Цетиње: Светигора, 1997).
- Романи Ђорђа Оцића: поетофилософија и коментари (Београд: Знамен, 1999). Поновљено издање: Београд: Задужбина "Жарко Видовић"; Удружење "Ђорђе Оцић", 2021.
- Литургијска тајна Светог Писма (Београд: Гутенбергова галаксија, 2002).
- И вера је уметност (Београд: Завод за унапређивање образовања и васпитања, 2008). Поновљено издање: Београд: Задужбина "Жарко Видовић", 2021.
- Историја и вера (Београд: Завод за унапређивање образовања и васпитања, 2009).
- Његош и литургијске анагнозе (Београд: Светосавска омладинска заједница Архиепископије београдско-карловачке; Подгорица: Матица српска - Друштво чланова у Црној Гори, 2017).
- Библио-био-графија (1948-2015) (Београд: Задужбина "Жарко Видовић"; Свети архијерејски синод Српске православне цркве, 2018).
- Уметност у пет епоха (Београд: Приватно издање, 2019).
- Срби и Косовски завет у Новом веку, прир. Љиљана Цревар и Дарко Стефановић (Београд: Пријатељи професора др Жарка Видовића; Српски научни центар, 2021).
- Завет и слобода, прир. Владимир Димитријевић (Београд: Catena mundi, 2022. и 2024).
- Логос - литургијска свест Православља, прир. Дарко Стефановић (Нови Сад: Удружење грађана "Еуфонија"; Удружење грађана "Сродство по избору", 2023).
- Његош и Косовски завет у Новом веку I (Нови Сад: Балканија, 2024).
- Западни човек: уплашен открићима ума, човек постаје: западни човек, прир. Дарко Стефановић (Нови Сад: Културни покрет Благодарје; Сродство по избору, 2025).
- Литургија и модерна епоха: изабрани есеји о култури, уметности и књижевности, прир. Владимир Димитријевић (Београд: Српска књижевна задруга, 2025).